# Polychrysia sachaliensis
Polychrysia sachaliensis là một loài bướm đêm trong họ Noctuidae.